# Чуков (село)
Чу́ков (укр. Чуків) — село на Украине, находится в Немировском районе Винницкой области.
Код КОАТУУ — 0523088801. Население по переписи 2001 года составляет 877 человек. Почтовый индекс — 22851. Телефонный код — 4331.
Занимает площадь 2,736 км².

## Адрес местного совета
22851, Винницкая область, Немировский р-н, с. Чуков